# 강은탁
강은탁(姜恩卓, 본명: 신슬기 (申瑟基), 1982년 8월 16일 ~ )은 대한민국의 배우, 모델이다.

## 생애
1982년 8월 16일 서울특별시에서 2남 중 장남으로 출생했다. 2001년 앙드레 김 패션쇼 모델로 데뷔하였고 2005년 배우로 전향하였다. 대표 작품으로는 2014년 MBC 《압구정 백야》, 2018년 KBS 2TV 《끝까지 사랑》, 2020년 KBS 2TV 《비밀의 남자》 등이 있다.

## 학력
- 1998년 ~ 2001년 안양예술고등학교 연극영화과
- 2001년 ~ 2005년 서울예술대학교 연극과 전문학사

## 경력
- 2001년 앙드레 김 패션쇼 모델

## 출연

### 드라마
- 2006년 MBC 월화 특별기획 드라마 《주몽》 ... 연찬수 역
- 2007년 OCN Movies2 토 드라마 《도시괴담 데자뷰 시즌2》 ... 재욱 역 (ep. 두자매)
- 2008년 MBC 월화 특별기획 드라마 《에덴의 동쪽》 ... 한수재 역
- 2010년 KBS1 저녁 일일연속극 《바람 불어 좋은 날》 ... 최기철 역
- 2014년 KBS2 TV소설 《순금의 땅》 ... 강우창 역
- 2014년 ~ 2015년 MBC 저녁 일일연속극 《압구정 백야》 ... 장화엄 역
- 2015년 TV조선 단막드라마 《위대한 이야기 - I.M.Father》 ... 2015년 후의 강지호 역
- 2015년 MBC 저녁 일일연속극 《아름다운 당신》 ... 하진형 역
- 2016년 SBS 저녁 일일연속극 《사랑은 방울방울》 ... 박우혁 역
- 2018년 KBS2 저녁 일일연속극 《끝까지 사랑》 ... 윤정한 역
- 2020년 KBS2 저녁 일일연속극 《비밀의 남자》 ... 이태풍 / 유민혁 역
- 2021년 KBS2 주말연속극 《신사와 아가씨》 ... 차건 역

### 영화
- 2005년 영화 《골목길 쌈박질》
- 2013년 영화 《은밀하게 위대하게》
- 2014년 영화 《향》
- 2014년 영화 《메밀꽃, 운수 좋은 날, 그리고 봄봄》 ... 동광 학생 목소리 역 (목소리 출연)
- 2015년 영화 《설지》 ... 강신웅 역
- 2025년 영화 《써니데이》[2] ... 강성기 역

### 예능
| 연도 | 방송사      | 제목                          | 역할   | 비고       |
| ---- | ----------- | ----------------------------- | ------ | ---------- |
| 2015 | MBC         | 세상을 바꾸는 퀴즈            | 게스트 | 2015.06.19 |
| 2018 | TvN / Olive | 토크몬                        | 게스트 | 2018.03.26 |
| 2019 | TV조선      | 아내의 맛                     | 게스트 | 2019.10.29 |
| 2020 | KBS 2TV     | 옥탑방의 문제아들             | 게스트 | 2020.09.29 |
| 2020 | SBS 플러스  | 러브샷                        | 게스트 | 2020.11.25 |
| 2021 | TV조선      | 사랑의 콜센타                 | 게스트 | 2021.02.19 |
| 2022 | KBS 2TV     | 불후의 명곡 - 전설을 노래하다 | 게스트 | 2022.03.05 |

### 스포츠
| 연도 | 방송사    | 제목                | 역할   | 비고       |
| ---- | --------- | ------------------- | ------ | ---------- |
| 2020 | JTBC GOLF | 엘르골프 라이벌매치 | 게스트 | 2020.10.23 |

### 라디오
| 연도 | 방송사    | 제목                          | 역할   | 비고       |
| ---- | --------- | ----------------------------- | ------ | ---------- |
| 2020 | KBS 제2FM | 사랑하기 좋은 날 이금희입니다 | 게스트 | 2020.09.07 |

### 뮤직비디오
| 연도 | 가수   | 노래     | 공동 출연 | 비고 |
| ---- | ------ | -------- | --------- | ---- |
| 2013 | 양정승 | 헤어지고 |           |      |

## 음반

### 싱글
- 2018년 《끝까지 사랑 OST Part 29》
  - 〈너를 사랑하기 때문에〉
  - 〈너를 사랑하기 때문에 (Inst.)〉

## 수상 및 후보
| 연도 | 시상식                         | 부문                                   | 작품            | 결과 |
| ---- | ------------------------------ | -------------------------------------- | --------------- | ---- |
| 2014 | KBS 연기대상                   | 일일극부문 남자 우수연기상             | 순금의 땅       | 후보 |
| 2015 | MBC 연기대상                   | 연속극부문 남자 신인상                 | 압구정 백야     | 수상 |
| 2017 | SBS 연기대상                   | 일일·주말 드라마부문 남자 최우수연기상 | 사랑은 방울방울 | 후보 |
| 2018 | KBS 연기대상                   | 일일극부문 남자 우수상                 | 끝까지 사랑     | 수상 |
| 2020 | KBS 연기대상                   | 일일드라마부문 남자 우수상             | 비밀의 남자     | 수상 |
| 2020 | KBS 연기대상                   | 베스트 커플상 (With 엄현경)            | 비밀의 남자     | 후보 |
| 2020 | 제7회 아시아태평양 스타 어워즈 | 연속극 부문 남자 우수연기상            | 비밀의 남자     | 후보 |
| 2021 | 제9회 대한민국 예술문화인대상  | 방송연기자부문                         | 빈칸            | 수상 |
| 2021 | KBS 연기대상                   | 장편 드라마부문 남자 우수상            | 신사와 아가씨   | 후보 |

## 가족 관계
- 아버지 : 신우철 (1947년 6월 10일 ~ 2014년 8월 19일)
- 어머니 : 무정
- 남동생 : 신홍기